# Institut national genevois
Pour les articles homonymes, voir ING (homonymie).
L'Institut national genevois (en abrégé : ING puis INGE) est une corporation de droit public genevoise, dont le but est l’encouragement et le progrès des sciences, des lettres, des beaux-arts de l'industrie, du commerce et de l'agriculture.

## Histoire
La première mention de l'institut est faite lors de la séance du Grand Conseil du 3 mars 1852 où James Fazy, alors président du Conseil d'État, présente un projet de loi « Relatif à la création d’un institut national genevois ». Le but du gouvernement est alors de créer un corps équivalent à l’Institut de France, divisé en sections pour « assurer la corrélation nécessaire entre les différentes branches des connaissances humaines et encourager ainsi les manifestations de l’intelligence ».
L’Institut est officiellement créé le 28 avril 1852 et ses activités consignées dans les Mémoires ou Bulletins. Par la suite, il organisera des conférences publiques suivies de débats qui seront publiées dans les Actes ou Annales. Depuis 2019, ses événements font l’objet de retransmissions sur internet.

## Organisation
L’Institut est dirigé par un comité bénévole qui en assure la gestion. Il est actuellement constitué de quatre sections : Économie, Sciences, Beaux-arts musique et lettres, Sciences morales et politiques. Chaque section est indépendante et organise librement différentes manifestations dans les limites budgétaires fixées par le comité de gestion.
Traditionnellement, la présidence de l'Institut est confiée soit à une personnalité politique (le conseiller national et aux États Carl Vogt, ou les conseillers d’État genevois Charles Duchemin et Henri Fazy par exemple), soit à un universitaire, soit à une personnalité du monde des affaires genevois.